# Frasnay-Reugny
Frasnay-Reugny és un municipi francès, situat al departament del Nièvre i a la regió de Borgonya - Franc Comtat. L'any 2007 tenia 66 habitants.

## Demografia

### Població
El 2007 la població de fet de Frasnay-Reugny era de 66 persones. Hi havia 33 famílies, de les quals 11 eren unipersonals (11 dones vivint soles i 11 dones vivint soles), 11 parelles sense fills i 11 parelles amb fills.
La població ha evolucionat segons el següent gràfic:
Habitants censats

### Habitatges
El 2007 hi havia 44 habitatges, 32 eren l'habitatge principal de la família, 7 eren segones residències i 6 estaven desocupats. 44 eren cases i 1 era un apartament. Dels 32 habitatges principals, 19 estaven ocupats pels seus propietaris, 10 estaven llogats i ocupats pels llogaters i 3 estaven cedits a títol gratuït; 4 tenien dues cambres, 8 en tenien tres, 7 en tenien quatre i 13 en tenien cinc o més. 23 habitatges disposaven pel capbaix d'una plaça de pàrquing. A 13 habitatges hi havia un automòbil i a 14 n'hi havia dos o més.

### Piràmide de població
La piràmide de població per edats i sexe el 2009 era:
| Homes | Edats   | Dones |
| ----- | ------- | ----- |
| 0     | 95 o +  | 0     |
| 0     | 90 a 94 | 0     |
| 4     | 85 a 89 | 20    |
| 12    | 80 a 84 | 12    |
| 20    | 75 a 79 | 36    |
| 24    | 70 a 74 | 32    |
| 36    | 65 a 69 | 32    |
| 16    | 60 a 64 | 12    |
| 8     | 55 a 59 | 24    |
| 32    | 50 a 54 | 32    |
| 32    | 45 a 49 | 28    |
| 32    | 40 a 44 | 32    |
| 28    | 35 a 39 | 24    |
| 16    | 30 a 34 | 24    |
| 12    | 25 a 29 | 8     |
| 4     | 20 a 24 | 0     |
| 36    | 15 a 19 | 24    |
| 40    | 10 a 14 | 12    |
| 20    | 5 a 9   | 24    |
| 8     | 0 a 4   | 12    |

## Economia
El 2007 la població en edat de treballar era de 45 persones, 39 eren actives i 6 eren inactives. De les 39 persones actives 37 estaven ocupades (18 homes i 19 dones) i 2 estaven aturades (2 dones i 2 dones). De les 6 persones inactives 4 estaven estudiant i 2 estaven classificades com a «altres inactius».
Activitats econòmiques
L'any 2000 a Frasnay-Reugny hi havia 8 explotacions agrícoles.

## Poblacions properes
El següent diagrama mostra les poblacions més properes.